# Challenge Desgrange-Colombo
Challenge Desgrange-Colombo var en var en internationell tävling på årsbasis inom landsvägscykling från 1948 till 1958. Tävlingen instiftades av sporttidningarna L'Équipe (Frankrike), La Gazzetta dello Sport (Italien) samt Het Nieuwsblad-Sportwereld och Les Sports (båda belgiska) och baserade sig på poäng som cyklisterna fick för placeringar i vissa utvalda lopp som hölls i de tre länderna: Paris-Roubaix, Tour de France, Paris-Tours, Milano-Sanremo, Giro d’Italia, Lombardiet runt, Flandern runt, Vallonska pilen och Paris-Bryssel. Andra året, 1949, tillkom Schweiz runt, 1951 tillfogades Liège-Bastogne-Liège och till sist Vuelta a España 1958. Utöver tävlingen för individuella cyklister utdelades det också pris till bästa nation. Challenge Desgrange-Colombo kan ses som den första föregångaren till senare officiella världscuper.
Tävlingen uppkallades efter grundaren av Tour de France, Henri Desgrange, och den förre direktören för La Gazzetta dello Sport, och därmed även för Giro d'Italia, Emilio Colombo (som avlidit strax innan tävlingen instiftades i oktober 1947).
Efter tre raka vinster av klassikerspecialisten (och belgaren) Fred De Bruyne skar det sig mellan arrangörerna (La Gazzetta  och L'Equipe var ju skaparna av de stora etapploppen - girot och touren - vilka förvisso var för sig gav dubbelt så många poäng som var och en av de övriga tävlingarna, men dessa senare var ju fem gånger så många till antalet och stod således för 72% av totalpoängen - den belgiska dominansen bidrog ju inte heller till försäljningen av tidningar i Italien och Frankrike) och tävlingen lades ner 1958. Den ersattes dock genast av  Pernod, som 1958 skapat ett liknande pris, "Prestige Pernod", som tilldelades bäste fransman i en uppsättning franska tävlingar, och från 1959 fyllde Super Prestige Pernod, som var öppen för alla nationaliteter, successivt igen hålet efter Challenge Desgrange-Colombo i takt med att tävlingar som hölls utanför Frankrike lades till. Super Prestige Pernod lades i sin tur ner 1987 och ersattes av den första officiella världscupen, UCI World Cup 1988.

## Poängfördelning[1]
De två första åren delades poäng ut till de 25 främsta i de ingående loppen enligt:
30-26-23-22-21-20-19-18-17-16-15-14-13-12-11-10-9-8-7-6-5-4-3-2-1
med dubbla poäng i Tour de France och Giro d'Italia.
Från 1950 fick endast de femton främsta i loppen poäng:
20-17-15-13-11-10-9-8-7-6-5-4-3-2-1
med dubbla poäng i de stora etapploppen.

## Resultat
| År   | Individuellt     | Individuellt                | Individuellt    | Individuellt     | Individuellt                                     | Bästa nation | Bästa nation | Bästa nation |
| År   | Segrare          | Tvåa                        | Trea            | Fyra             | Femma                                            | Segrare      | Tvåa         | Trea         |
| ---- | ---------------- | --------------------------- | --------------- | ---------------- | ------------------------------------------------ | ------------ | ------------ | ------------ |
| 1948 | Briek Schotte    | Fermo Camellini             | Gino Bartali    | Fiorenzo Magni   | Vito Ortelli                                     | Italien      | Belgien      | Frankrike    |
| 1949 | Fausto Coppi     | Gino Bartali Fiorenzo Magni |                 | Nedo Logli       | Adolfo Leoni                                     | Italien      | Belgien      | Frankrike    |
| 1950 | Ferdi Kübler     | Fiorenzo Magni              | Hugo Koblet     | Fausto Coppi     | Gino Bartali                                     | Italien      | Frankrike    | Belgien      |
| 1951 | Louison Bobet    | Ferdi Kübler                | Fiorenzo Magni  | Hugo Koblet      | Gino Bartali                                     | Frankrike    | Italien      | Belgien      |
| 1952 | Ferdi Kübler     | Fausto Coppi                | Stan Ockers     | Briek Schotte    | Jean Robic                                       | Italien      | Belgien      | Frankrike    |
| 1953 | Loretto Petrucci | Louison Bobet               | Stan Ockers     | Pasquale Fornara | Ferdi Kübler                                     | Italien      | Belgien      | Frankrike    |
| 1954 | Ferdi Kübler     | Raymond Impanis             | Louison Bobet   | Germain Derycke  | Roger Decock Stan Ockers                         | Belgien      | Italien      | Frankrike    |
| 1955 | Stan Ockers      | Louison Bobet               | Jean Brankart   | Hugo Koblet      | Germain Derycke                                  | Belgien      | Frankrike    | Italien      |
| 1956 | Fred De Bruyne   | Stan Ockers                 | Jean Forestier  | André Vlayen     | Louison Bobet Jef Planckaert Rik Van Steenbergen | Belgien      | Frankrike    | Italien      |
| 1957 | Fred De Bruyne   | Raymond Impanis             | Gastone Nencini | Louison Bobet    | Miguel Poblet                                    | Belgien      | Frankrike    | Italien      |
| 1958 | Fred De Bruyne   | Rik Van Looy                | Charly Gaul     | Miguel Poblet    | Ercole Baldini                                   | Belgien      | Italien      | Frankrike    |